# Стукановский
Стукановский — хутор в Отрадненском районе Краснодарского края.
Входит в состав Красногвардейского сельского поселения.

## Население
| 2002 | 2010 |
| ---- | ---- |
| 54   | ↘48  |

- ул. Международная,
- ул. Механизаторов.